# Scorpiops binghamii
Espèce
Synonymes
- Euscorpiops binghamii (Pocock, 1893)

Scorpiops binghamii est une espèce de scorpions de la famille des Scorpiopidae.

## Distribution
Cette espèce se rencontre en Thaïlande et au Birmanie.

## Description
Le mâle holotype mesure 55 mm. Scorpiops binghamii mesure de 50 à 65 mm.

## Systématique et taxinomie
Cette espèce a été décrite sous le protonyme Scorpiops binghamii par Pocock en 1893. Elle est placée dans le genre Euscorpiops par Kovařík en 1998. Elle est replacée dans le genre Scorpiops par Kovařík, Lowe, Stockmann et Šťáhlavský en 2020.

## Étymologie
Cette espèce est nommée en l'honneur de Charles Thomas Bingham.

## Publication originale
- Pocock, 1893 : « Notes on the classification of Scorpions, followed by some observations upon synonymy, with descriptions of new genera and species. » Annals and Magazine of Natural History, sér. 6, vol. 12, p. 303–330 (texte intégral).